# Walter Dörner
Walter Dörner (* 4. September 1895 in Neuwallwitz; † unbekannt) war ein deutscher Politiker und Funktionär der DDR-Blockpartei Demokratische Bauernpartei Deutschlands (DBD).
Dörner wurde 1927 Mitglied der SPD. Nach dem Zweiten Weltkrieg wechselte er in die KPD, aus der im April 1946 die SED wurde. Er gehörte zu den Mitgründern der Bauernpartei (DBD), der er fortan angehörte. Er lebte als Bauer in Holzhausen bei Rochlitz. Von 1958 bis 1963 war er als Mitglied der DBD-Fraktion in der Volkskammer der DDR.